# Belina
Belina este o comună slovacă, aflată în districtul Lučenec din regiunea Banská Bystrica. Localitatea se află la altitudinea de 206 m deasupra n.m., se întinde pe o suprafață de 6,48 km2 și în 2017 număra 625 de locuitori.

## Istoric
Localitatea Belina este atestată documentar din 1240.

## Demografie
| An:                | 1994 | 2004   | 2014   | 2024   |
| ------------------ | ---- | ------ | ------ | ------ |
| Număr de persoane: | 585  | 618    | 633    | 619    |
| Diferență:         |      | +5,64% | +2,42% | −2,21% |

| An:                | 2023 | 2024   |
| ------------------ | ---- | ------ |
| Număr de persoane: | 616  | 619    |
| Diferență:         |      | +0,48% |